# Гребенщиковые
Гребенщико́вые, или Тамари́сковые (лат. Tamaricáceae), — семейство двудольных растений, входящее в порядок Гвоздичноцветные. В составе семейства — три рода и около 80 видов.
Некоторые виды гребенщиковых высаживают для закрепления песков, культивируют как декоративные растения; в безлесых регионах их используют в качестве топлива.

## Распространение
Распространены в Евразии и Африке, при этом наибольшее разнообразие видов достигается в Средиземноморье и в аридных областях Азии. Северная граница ареала доходит до северного побережья Скандинавии, на востоке проникает в Китай. Во флоре России (по данным 2007 года) — 19 видов.
Растения этого семейства растут на засоленных почвах в пустынях, полупустынях и степях, на сухих склонах гор, рядом с водоёмами.

## Биологическое описание
Представители семейства — небольшие вересковидные деревья или кустарники, реже полукустарники. Листья — без прилистников, очерёдные, мелкие, обычно чешуевидные либо так называемые эрикоидные (с овальной листовой пластинкой, края которой загнуты вниз, в результате чего лист становится шиловидным, а устьица оказываются внутри защищённого пространства).

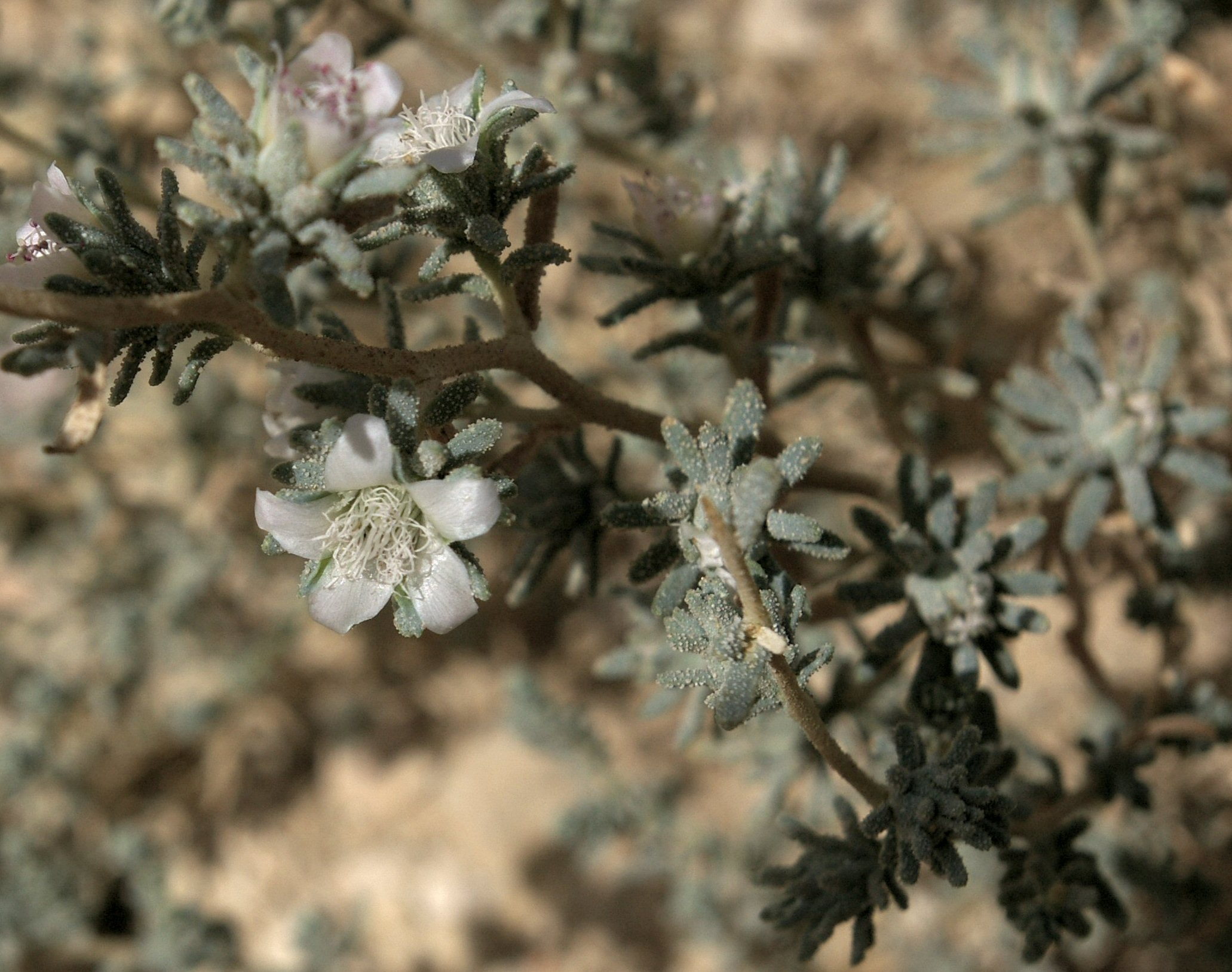
Цветущая Reaumuria hirtella

Цветки в основном мелкие, собранные в различного типа соцветиях — кистевидных, колосовидных, метельчатых; у некоторых видов цветки крупные (диаметром до 3 см), но при этом одиночные.
Цветки — с двойным околоцветником, обоеполые. Венчик — из четырёх либо пяти лепестков. Тычинки свободные либо сросшиеся до середины, в количестве от 4 до 10. Число плодолистиков в гинецее — от трёх до пяти, завязь верхняя. Плод — коробочка с 3—5 створками.
Семена покрыты длинными одноклеточными волосками или, голые с волосистой остью наверху.

## Роды
По информации базы данных The Plant List (2013), семейство включает три рода:
- Myricaria Desv. — Мирикария
- Reaumuria L. — Реомюрия
- Tamarix L. — Гребенщик, или Тамарикс, или Тамарискtypus